# Iran Costa
Iran Pereira da Costa (Porto Franco, Maranhão, Brasil, 28 de Dezembro de 1965) é um cantor brasileiro radicado em Portugal. Ele é principalmente conhecido pela sua versão do tema "O Bicho" (1995), que foi um grande êxito em Portugal.

## Biografia
Iran Costa iniciou sua carreira como DJ e radialista. Está em Portugal desde 1993, ano em que lançou seu primeiro álbum.
Obteve grande êxito em 1995, com a música "O Bicho", sucesso na voz de Ricardo Chaves no Brasil. Em apenas três meses, o cantor obteve três discos de platina.
Ao todo, o trabalho "O Bicho" teve seis discos de platina para o cantor.
Depois, o cantor ficou conhecido por trazer sucessos brasileiros para Portugal. No álbum Só Se For Dance destaca-se a sua versão de "É O Tchan". Em 1997, lançou a música "Pimpolho".
Nos anos seguintes, Iran Costa continuou com sua rotina de shows e apresentações nas emissoras de televisão de Portugal. Em 2019, preparou um remake de "O Bicho" para o 25º aniversário do êxito.

## Discografia
| Ano  | Título                 | Banda      | Selo      | Notas                  |
| ---- | ---------------------- | ---------- | --------- | ---------------------- |
| 1993 | Penso em Ti            | Iran Costa | Vidisco   |                        |
| 1994 | Com Amor               | Iran Costa | Vidisco   |                        |
| 1995 | O Bicho                | Iran Costa | Vidisco   | seis discos de platina |
| 1996 | So Se For Dance        | Iran Costa | Vidisco   |                        |
| 1997 | Planeta dos Pimpolhos  | Iran Costa | Vidisco   |                        |
| 1998 | Ah, Eu Tou Maluco!!!   | Iran Costa | Vidisco   |                        |
| 1999 | O Melhor de Iran Costa | Iran Costa | Vidisco   |                        |
| 1999 | Alta Tensão            | Iran Costa | Universal |                        |
| 2000 | Ritmo do Sol           | Iran Costa | Universal |                        |
| 2001 | 10 (álbum)             | Iran Costa | Universal |                        |
| 2002 | Só Para Miudos         | Iran Costa | Vidisco   |                        |
| 2003 | Show                   | Iran Costa | Vidisco   |                        |
| 2004 | Forró Beat             | Iran Costa | Vidisco   |                        |
| 2005 | DJ's Party             | Iran Costa | Vidisco   |                        |
| 2006 | Lobo Mau               | Iran Costa | Vidisco   |                        |
| 2007 | O Bicho Vai Pegar      | Iran Costa | Espacial  |                        |
| 2008 | O Bicho Vai Pegar      | Iran Costa | Espacial  |                        |
| 2009 | Vai Uma Rapidinha      | Iran Costa | Espacial  |                        |
| 2011 | Dança do Quadrado      | Iran Costa | Espacial  |                        |
| 2012 | Carrega Dj             | Iran Costa | Espacial  |                        |
| 2013 | 80's na Pista          | Iran Costa | Espacial  |                        |
| 2014 | 80's na Pista Remixes  | Iran Costa | Espacial  |                        |
| 2015 | Eu Show Bicho          | Iran Costa | Vidisco   |                        |
| 2017 | URBAN LATIN            | Iran Costa | País Real |                        |